# Un cadavre sur le campus
Pour plus de détails, voir Fiche technique et Distribution.
Un cadavre sur le campus (Dead Man on Campus) est un film américain réalisé par Alan Cohn, sorti en 1998.

## Synopsis
Josh et Cooper sont deux étudiants qui ont passé le premier semestre d'études à faire la fête et se retrouvent désormais dans l'obligation d'obtenir la note maximale aux prochains examens pour pouvoir continuer leurs études. Ils découvrent une règle peu connue selon laquelle la note maximale est accordée à un étudiant si un camarade de chambre se suicide, et se mettent alors en quête d'un camarade de chambre suicidaire.

## Fiche technique
- Titre : Un cadavre sur le campus
- Titre original : Dead Man on Campus
- Réalisation : Alan Cohn
- Scénario : Michael Traeger et Mike White
- Photographie : John Thomas
- Montage : Debra Chiate
- Musique : Mark Mothersbaugh
- Décors : Carol Winstead Wood
- Costumes : Kathleen Detoro
- Production : Gale Anne Hurd
- Sociétés de production : Paramount Pictures, MTV Films et Pacific Western
- Budget : 14 000 000 $[1]
- Pays d'origine :  États-Unis
- Langue originale : anglais
- Format : Couleurs - 1,85:1 - DTS / Dolby Digital - 35 mm
- Genre : Comédie noire
- Durée : 96 minutes
- Dates de sortie : 
  -  États-Unis : 21 août 1998
  -  France : 14 juillet 1999

## Distribution
- Mark-Paul Gosselaar (VF : Emmanuel Curtil) : Cooper Frederickson
- Tom Everett Scott (VF : Damien Boisseau) : Josh Miller
- Poppy Montgomery (VF : Marjorie Frantz) : Rachel Gilmore
- Lochlyn Munro (VF : Olivier Jankovic) : Cliff O'Malley
- Randy Pearlstein  (VF : Mathias Kozlowski) : Buckley Schrank
- Corey Page (VF : Jérôme Keen) : Matt Noonan
- Alyson Hannigan : Lucy
- Mari Morrow : Kristin
- Dave Ruby (VF : Luc Boulad) : Zeke
- Jason Segel (VF : David Kruger) : Kyle
- Linda Cardellini : Kelly
- Judyann Elder : la conseillère d'orientation
- Shelley Malil : le professeur de biologie

## Accueil

### Box-office
Aux États-Unis, le film a rapporté un peu plus de 15 000 000 $.

### Accueil critique
Il a reçu un accueil critique très défavorable, recueillant 15 % d'avis positifs, avec une note moyenne de 3,6/10 et sur la base de 34 critiques collectées, sur le site Rotten Tomatoes.